# Propiedad intelectual colectiva
Propiedad intelectual colectiva es un concepto de propiedad intelectual propuesto por individualidades y comunidades indígenas, el cual puede ser protegido por una licencia. El concepto abarca un tipo de conocimiento intercultural o comunitario creado por las culturas originarias de América.

Símbolo de la licencia Guanchuro de propiedad intelectual colectiva

Angel Marcelo Ramírez Eras propuso un símbolo para la propiedad intelectual colectiva (ọ), denominado Guanchuro.